# Municipio de Normanna (Dakota del Norte)
El municipio de Normanna (en inglés: Normanna Township) es un municipio ubicado en el condado de Cass en el estado estadounidense de Dakota del Norte. En el año 2010 tenía una población de 333 habitantes y una densidad poblacional de 3,73 personas por km².

## Geografía
El municipio de Normanna se encuentra ubicado en las coordenadas 46°40′29″N 96°59′17″O / 46.67472, -96.98806. Según la Oficina del Censo de los Estados Unidos, el municipio tiene una superficie total de 89.29 km², de la cual 89,29 km² corresponden a tierra firme y (0 %) 0 km² es agua.

## Demografía
Según el censo de 2010, había 333 personas residiendo en el municipio de Normanna. La densidad de población era de 3,73 hab./km². De los 333 habitantes, el municipio de Normanna estaba compuesto por el 98,5 % blancos, el 0,3 % eran amerindios, el 0,3 % eran asiáticos y el 0,9 % eran de una mezcla de razas. Del total de la población el 0 % eran hispanos o latinos de cualquier raza.